# 卡尼翁
海神，又名波塞冬（Poseidon，北约代号Kanyon）、末日鱼雷，原名Status-6（直譯状况-6），是一个由俄罗斯開發的核动力無人水下載具。其携带常规弹头和核弹头。“Kanyon”之名来自中央情报局。